# Maurilia purpurea
Maurilia purpurea är en fjärilsart som beskrevs av Sir George Hamilton Kenrick 1917. Maurilia purpurea ingår i släktet Maurilia och familjen trågspinnare. Inga underarter finns listade i Catalogue of Life.